# Cotesia euchaetis
Cotesia euchaetis är en stekelart som först beskrevs av William Harris Ashmead 1898.  Cotesia euchaetis ingår i släktet Cotesia och familjen bracksteklar. Inga underarter finns listade i Catalogue of Life.